# 6743 Liu
6743 Liu (1994 GS) là một tiểu hành tinh vành đai chính được phát hiện ngày 8 tháng 4 năm 1994 bởi K. Endate và K. Watanabe ở Kitami.